# イッキ (声優)
イッキ（1972年1月7日 - ）は、日本の男性声優・俳優。アクロスエンタテインメント所属。埼玉県出身。昭和精吾事務所副代表（2016年 - ）。本名は伊藤 一毅（いとういっき）。

## 来歴
2006年1月、お笑いコンビ東京タイツ結成、2010年12月に解散。
2015年9月21日、第8回したまちコメディ映画祭in台東の「したまちコメディ大賞2015」で、監督したショートフィルム『なめくじ劇場 THE MOVIE 2015「君の瞳に恋してる」』（主演: 亀岡孝洋、平田裕香）が「グランプリ賞」と「観客賞」を受賞した。それから、10月24日の第1回神保町映画祭で、そのショートフィルムで「準グランプリ賞」も受賞した。また、11月14日の第29回TOKYO月イチ映画祭で、同じショートフィルムで「グランプリ賞」を受賞した。さらに、11月21日の西東京市民映画祭2015第14回自主制作映画コンペティションで、そのショートフィルムで「西東京市長賞（作品賞）」を受賞した。
同年11月27日、ことばの映画館大賞《2015年9月》に、『なめくじ劇場 THE MOVIE 2015「君の瞳に恋してる」』にて「助演男優賞」を受賞した。
2016年2月28日、第6回ポレポレ映画祭2016ショートムービー部門で、『なめくじ劇場 THE MOVIE 2015「君の瞳に恋してる」』にて「優秀賞」を受賞した。
以前は太田プロダクションに所属していた。

## 人物
趣味・特技は水泳、野球、和太鼓、読書、落語鑑賞、キックボクシング。

## 出演

### テレビアニメ
2008年
- 天体戦士サンレッド（2008年 - 2009年、メダリオ、ソドラ、店員）

2010年
- ケツ犬

2011年
- Persona4 the ANIMATION
- SKET DANCE（田畑俊彦(トシ)）

2012年
- これはゾンビですか? オブ・ザ・デッド（ゴリラメガロ）

2013年
- サムライフラメンコ（シャリンオロチ、トーチャーボーイズ）
- ブラッドラッド（ハトムネ運送1）

2014年
- Re:␣ ハマトラ（ドラッグクィーン）

2017年
- サクラクエスト（虎爺、撮影監督、老人）
- 月がきれい（おじさん）
- 有頂天家族2（鳶）
- アクションヒロイン チアフルーツ（農家のおじいちゃん）
- 結城友奈は勇者である -鷲尾須美の章-

2021年
- MARS RED（政吉）
- 東京リベンジャーズ（業者、親方）

2022年
- 名探偵コナン（馬場貫康）
- アキバ冥途戦争（野球中継の解説）

2023年
- 神無き世界のカミサマ活動（信者、村人、兵士）

### 劇場アニメ
- ハル（2013年、ネパール人、通行人、警官）
- 結城友奈は勇者である-鷲尾須美の章- 第3章「やくそく」（2017年、役名表記なし）

### Webアニメ
- 稲川淳二のすご〜く恐い話（2017年、稲川淳二）

### ゲーム
- 視て聴いて脳で感じてクロスワード天国
- THE LAST STORY（モーションキャプチャー）
- メタファー：リファンタジオ

### ドラマCD
- 恋戦隊LOVE&PEACE

### 吹き替え

#### ドラマ
- 宇宙船レッド・ドワーフ号 シーズン12（2019年、スティーブ）

#### アニメ
- モンスター・ホテル（2012年、緑モンスター）
- レゴ シティ アドベンチャーズ（2019年、ウィーラー、ゴミモンスター）

### 朗読CD
- 走れメロス

### ラジオ
- 立川談笑の極上男呑み!

### テレビドラマ
- 連続テレビ小説 まれ（2015年）
- 仮面ライダーゼロワン 第10話・第11話（2019年11月10日・17日） - 監督 役[2]
- オクラ〜迷宮入り事件捜査〜 第9話（2024年12月3日、フジテレビ） - 刑事、上層部 役

### ウェブドラマ
- 酒癖50（声の出演）

### テレビ番組
- アニメぱらだいす!!
- e-chanceテレビ通販
- ウケウリ!!
- 太田プロライブ
- おもしろ雑学検定〜クイズ!ゴロ検
- オリンピックをデザインした男たち
- 解決!!くらしアンサーズ
- 給与明細
- ここがポイント!!池上彰解説塾 3時間スペシャル
- 〜東京⇔大江戸発見伝〜ゴロケン
- 爆笑レッドシアター

### 映画
- ガチンコフィルム横濱vol.1「ONE NIGHT(with who？)」

### ボイスオーバー
- 日立 世界・ふしぎ発見!（ボイスオーバー）

### CM
- TOYOTA ReBORN（秀吉と宴を催す戦国武将）

### 舞台
- ジャム・カレ（作・プロデュース担当）
- 長編叙事詩・李庚順（作 寺山修司 ／一人芝居）
- 天切り松　闇がたり（エゴイスティックサロン）
- バイソンの足（零式）
- 時代はサーカスの象にのって（作 寺山修司 ／昭和精吾事務所）
- 人魚丸裸乱れ髪（怪物が目覚める夜ゴールデン）
- われに五月を（作 寺山修司 ／昭和精吾事務所　2013年 寺山修司命日公演）
- ドキュメント「71歳・俺の寺山修司と天井桟敷」（作 寺山修司 ／昭和精吾事務所）
- 昭和精吾事務所 寺山修司誕生日公演2013 トークショーと詩の朗読
- われに五月を第二章（作 寺山修司 ／昭和精吾事務所）
- 七七火-なななぬか-（作 寺山修司・岸田理生 ／昭和精吾事務所）
- 水鏡譚（作 寺山修司・岸田理生 ／昭和精吾事務所）
- あしたのジョー、の時代展　力石徹への弔辞

### ライブ
- 立川談笑真打昇進記念ライブ　しろくまジャンボリーDX「マジっすか?」
- 太田プロライブ「月笑」
- ラ・ママ
- なめくじ劇場ライブ（作・演出　イッキ　2013年・2014年）
- なめくじ劇場LIVE meetsスターズ」
- 音楽ライブ　MC

### DVD
- Access! 聴覚障害学生支援DVD4　踏み出そう!社会への『道』

### その他コンテンツ
- 『アラフォー冒険者、伝説となる 〜SSランクの娘に強化されたらSSSランクになりました〜』デジタルコミック（2022年、リファラス大公[3]）
- イオンカード×欅坂46 WEBムービー 「MYSELF」篇 （カメラマン）